# Guri Melby
Guri Melby (Orkdal, 3 de febrero de 1981) es una política noruega. Actual líder del partido Liberal de Noruega y Ministra de Educación desde 2020 hasta 2021.

## Carrera profesional

### Política local
Fue parte del consejo municipal de Orkdal (1999-2006) y del consejo de la ciudad de Trondheim (2007-2011). Para las elecciones parlamentarias de 2009, fue la principal candidata de Venstre en Trøndelag Sur.

### Parlamento
Ha sido parlamentaria adjunta del parlamento de Noruega por Oslo en las legislaturas de 2013-2017 y 2017-2021. Cuando Trine Skei Grande fue nombrada ministra del segundo gobierno de Solberg en 2018, Melby pasó a ser representante de pleno derecho.
En 2019, ella y Petter Eide, del Partido de la Izquierda Socialista, se manifestaron en la plaza frente al Storting, Eidsvolls plass, durante la recepción de Li Zhanshu, presidente del Comité Permanente de la Asamblea Popular Nacional de China. Se pidió a ambos que se quitaran las camisetas amarillas con la inscripción "libertad" en noruego y mandarín antes de poder entrar en el Storting.

### Comisionada de la ciudad de Oslo
De octubre de 2013 a 2015, se desempeñó como comisionada de la ciudad de Oslo para asuntos ambientales y de transporte público. Ella reemplazó a Ola Elvestuen, quien había sido elegido al parlamento en las elecciones parlamentarias de 2013. Lan Marie Nguyen Berg la sucedió tras la derrota de la coalición en las elecciones locales de 2015.

### Ministra de Educación
Tras la decisión de Trine Skei Grande de dimitir de sus cargos de ministra y líder del partido en marzo de 2020, Grande le preguntó personalmente a Melby si quería sucederla como ministra. Melby expresó su pesar por la renuncia de Grande, diciendo que “ser ministra de Educación era el trabajo de sus sueños”. Su nombramiento en el gobierno también coincidió con el confinamiento y cierre de escuelas en Noruega debido a la pandemia COVID-19.
En enero de 2021, fue en contra de los consejos profesionales de excluir la educación en casa para los estudiantes, a pesar de que el nivel de infección estaba en amarillo. Muchos expertos en educación la criticaron por su decisión, pero ella la defendió diciendo que dependería de las escuelas, respectivamente, decidir y notificar al gobernador de su condado. Sin embargo, contó con el apoyo del equipo de profesores, la Asociación de Educación y la Comisión de Conocimiento y Educación de la Ciudad de Oslo.
En marzo, expresó que era necesario reducir los contactos estrechos en las escuelas y las alentó a pedir prestado instalaciones si fuera necesario. También enfatizó la importancia de mantener a los estudiantes físicamente en la escuela tanto como sea posible. Incluso expresó su escepticismo ante la propuesta del Comisionado de Educación y Conocimiento de Oslo de mantener las escuelas en Oslo en un nivel amarillo.
A fines de marzo, causó controversia cuando sugirió establecer una nueva asignatura escolar en las escuelas secundarias superiores centrada en la democracia, la igualdad y las cuestiones éticas, supuestamente reemplazando o anulando la asignatura de historia. Rápidamente se disculpó por su declaración y dijo que no resultó como esperaba. La líder del equipo de profesores noruegos, Rita Helgesen, criticó a Melby, afirmando que había creado un nuevo tema que no debería ser tema en absoluto. Turid Kristensen del partido Conservador también criticó a Melby, indicando que no querían derribar materias comunes.

### Liderazgo del partido
En agosto de 2020, anunció su intención de presentarse al liderazgo liberal tras la renuncia de Grande. Se convirtió en la tercera persona después de Sveinung Rotevatn y Abid Raja en anunciar su candidatura a la presidencia. Dijo a los periodistas que ella misma había buscado el consejo de Grande y que no descartaba pedirle consejo si se convertía en líder.
El 23 de agosto de 2020, fue designada por unanimidad líder de Venstre por el comité electoral del partido, con Sveinung Rotevatn y Abid Raja como primer y segundo vicepresidente. En la conferencia del partido en septiembre, fue ratificada como líder del partido por unanimidad, con Rotevatn y Raja como vicepresidentes.
En abril de 2021, pidió al líder del Partido Laborista, Jonas Gahr Støre, que apoyara la reforma de las drogas de los partidos gobernantes, que ya contaba con el apoyo del Partido Socialista de Izquierda. A pesar de la petición pública a Gahr Støre, el líder laborista no apoyó la reforma tras una conferencia de su partido.

## Vida personal
Melby nació en Orkdal, en el sur de Trøndelag y es hija de Terje y Berit Melby, empleada de banco y asistente escolar, respectivamente. Actualmente, está casada con Thomas Hansen y tiene tres hijos.